# Tamar Eilam
Tamar Eilam es una científica informática israelí-estadounidense en el Centro de Investigación Thomas J. Watson de IBM en Yorktown Heights, Nueva York, cuyo trabajo para IBM se centra en el campo de DevOps y la gestión de la configuración.
Eilam completó su Ph.D. en 2000 en el Technion - Instituto de Tecnología de Israel. Su tesis, Cost versus Quality: Tradeoffs in Communication Networks (en español: Costo versus calidad: compensaciones en redes de comunicación), fue supervisada por Shlomo Moran y Shmuel Zaks.  Ella migró a los Estados Unidos en 2000, después de completar su doctorado, para unirse a IBM Research.
En 2014, IBM la nombró IBM Fellow.  En 2016, la revista Working Mother la nombró como una de sus madres trabajadoras del año.